# Eraviskové

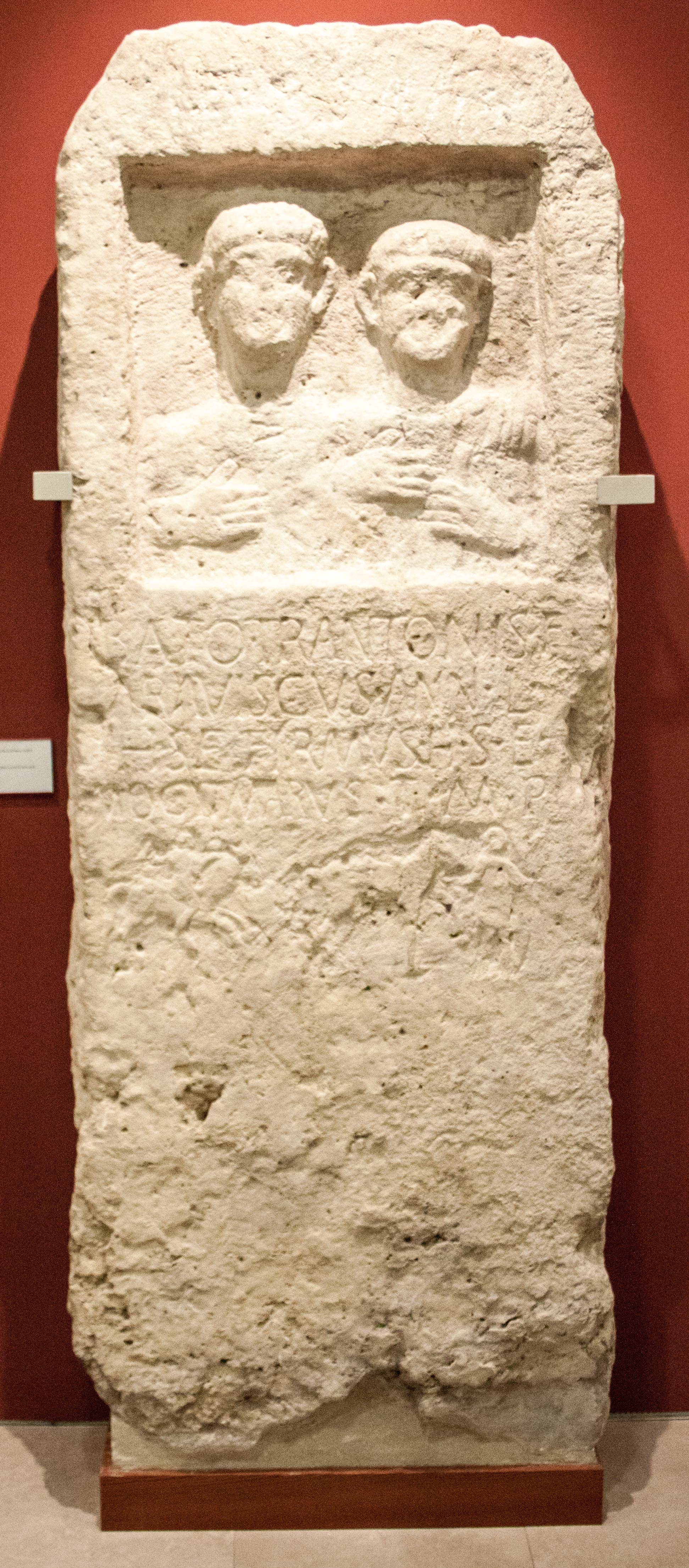
Náhrobek dvou eraviských vojáků ze 2. století z Alsószentiván v Maďarsku

Eraviskové byl keltský kmen obývající oblast severozápadního Maďarska. Do oblasti se přistěhovali pravděpodobně ze severu v 1. století př. n. l. a zabrali území dříve obývané Illyry. V polovině tohoto století si postavili na Gellértově hoře (v dnešní Budapešti) oppidum. Jedna z eraviských vesnic, Ak-ink, se po dobytí území Římany v roce 11 př. n. l. stala základem pozdějšího vojenského tábora a města Aquincum. I přes římskou nadvládu si po dlouhou dobu udrželi vlastní kulturu. 
Tento kmen si razil vlastní mince. Našly se kupříkladu v obci Trstená na Oravě. 

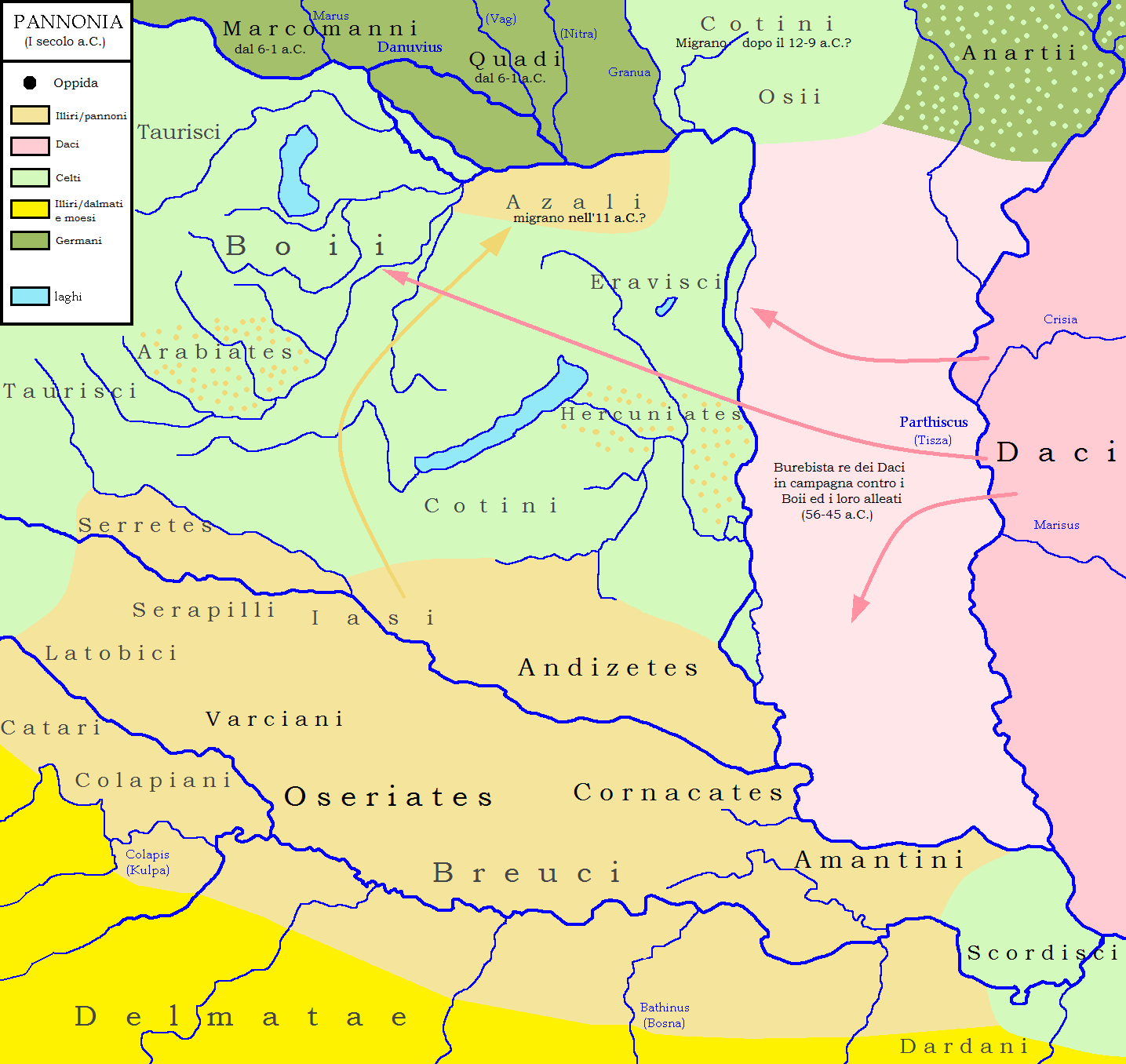
Mapka ukazující osídlení Pannonie v 1. století př. n. l.